# Regiment de Santa Eulàlia
El regiment de Santa Eulàlia fou una unitat militar de l'Exèrcit de Catalunya durant la Guerra de Successió Espanyola.
El regiment es va crear el 19 de juliol de 1713 per tal d'agrupar els combatents provinents de Navarra i d'altres indrets de la península. Va participar en diversos episodis del setge de Barcelona, com l'atac a la primera paral·lela el 13 de juliol de 1714, on hi va morir el coronel del regiment, el marquès de las Navas de Navarra. També participà en la batalla del Baluard de Santa Clara, on la companyia de granaders va participar en els primers contraatacs.
El regiment de Santa Eulàlia anava equipat amb casaca de fons blau i divisa groga, sota de la qual es portava una jupa que als inicis no era tenyida però a partir de gener de 1714 va passar a ser groga. El color de les calces també va anar canviant: de color cru a l'inici, van passar a ser grogues el gener de 1714 i blaves l'agost d'aquell any.